# Классическая политическая экономия
Классическая политическая экономия (также классическая экономика) — первое из современных направлений экономической мысли. Активно развивалась в конце XVIII века — 30-х годов XIX века. Основные авторы: Адам Смит, Жан-Батист Сэй, Давид Рикардо, Томас Мальтус, Джон Стюарт Милль и Карл Маркс. Вслед за физиократами, базовым принципом пропагандировался экономический либерализм. Были сформулированы основы трудовой теории стоимости.

## История развития
Основателем направления является А. Смит, его ближайшими последователями («смитианцами») — доктор Дж. Андерсон, граф Лодердейл, Т. Мальтус, Т. Тук, полковник Роберт Торренс, сэр Эдуард Уэст и Джейн Марсе. Смит изложил логичную систему, которая объяснила работу свободного рынка на базе внутренних экономических механизмов, а не внешнего политического управления.

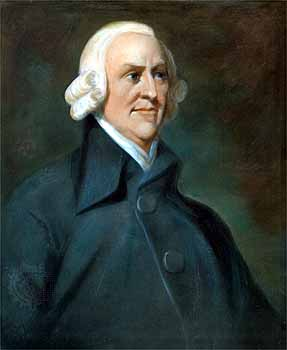
Адам Смит — основатель классической политэкономии

Новый этап в развитии классической школы знаменует собой фигура Д. Рикардо с его развитием концепции стоимости, оригинальными теориями земельной ренты и международной торговли. В число непосредственных последователей Д. Рикардо входили английские экономисты Дж. Милль, Дж. Р. Мак-Куллох и Т. де Куинси; кроме этого к «рикардианцам» относят Н. У. Сениора и Г. Мартино.
Трудовая теория стоимости привела к появлению группы экономистов, выступавших в защиту класса, зарабатывавшего деньги при помощи труда. Эти учёные известны в истории под названием «социалисты-рикардианцы». Среди них можно выделить Томаса Годскина (1787—1869), Уильяма Томпсона (1775—1833), Чарльза Холла (1745—1825), Джона Грэя (1799—1883), Джона Фрэнсиса Брэя (1809—1895).
Экономистами, поддерживавшими классическую школу в континентальной Европе (Continental Classicals), являлись француз Ж. Б. Сэй, швейцарец Ж. Симон де Сисмонди и немецкий экономист Ф. фон Германн.
Завершающий этап эволюции школы представлен творчеством Дж. С. Милля, в работах которого нашли окончательное воплощение принципов классической школы в экономической теории.
В классической экономической теории экономика обладает способностью к саморегулированию и полному использованию своих ресурсов, а любое производство организуется для того, чтобы увеличить потребление.

## Причины появления
До зарождения основ классической школы в экономической науке в обществе главенствовало мнение о необходимости государственного вмешательства в экономику. Считалось, что именно этот способ единственный для формирования богатства и благополучия государства. Однако с конца XVII — начала XVIII века формируются идеи невмешательства государства в экономическую жизнь общества, то есть экономический либерализм. Именно в это время зарождается новая теоретическая школа экономической мысли. Позднее она получит название классической политической экономии.
Представители классической школы заново сформулировали предмет и метод изучения экономической теории. Рост мануфактуризации (а затем индустриализации) выдвинул на первый план промышленное производство, которое отодвинуло торговый и ссудный капитал. Отсюда в качестве предмета изучения на первое место выдвинулась сфера производства.
Во времена Древней Греции термин др.-греч. οἰκονομία означал «домохозяйство». В эпоху меркантилистов под экономикой стали понимать науку о государственном хозяйстве, управляемом монархом. Наконец, черты научной дисциплины экономика приобрела в конце XVII — первой трети XIX века.

## Этапы развития
В научной литературе распространено мнение, что классическая политическая экономия зародилась в конце XVII — начале XVIII века в трудах У. Петти (Англия) и П. Буагильбера (Франция).
Время её завершения рассматривается с двух теоретико-методологических позиций. Согласно марксистской позиции, завершение развития классической школы приходится на первую четверть XIX века, и завершителями школы считаются английские ученые А. Смит и Д. Рикардо. По другой — наиболее распространённой в научном мире — «классики» исчерпали себя в последней трети XIX века трудами Дж. С. Милля.
- Первый этап (середина XVII — начало XVIII века) включает два периода.  Первый период этого этапа характеризуется расширением рыночных отношений. Развенчивается теория меркантилизма. Главными представителями этого направления считаются У. Петти и П. Буагильбер[2].

Второй период этого этапа приходится на середину XVIII века, характеризуется появлением такого направления как физиократия. Среди представителей данного направления можно выделить Ф. Кене, А. Тюрго и др.
Физиократы значительно продвинули экономическую науку, обозначили новое толкование ряда микро- и макроэкономических категорий. Но их внимание было приковано к проблемам сельскохозяйственного производства в ущерб другим отраслям экономики и особенно сфере обращения.
- Второй этап полностью связан с именем Адама Смита. Среди его трудов можно выделить монументальное произведение «Исследование о природе и причинах богатства народов» (1776 год). Основой его теории стало то, что экономические законы незыблемы и объективны вне зависимости от воли и сознания человека. Законы, открытые Смитом, — разделения труда и роста производительности труда — классические. Его трактовки товара и его свойств, денег, заработной платы, прибыли, капитала, производительного труда и др. лежат в основе современных экономических концепций[3].

- Третий этап — вся первая половина XIX века. В историческом аспекте соотносится с завершением промышленного переворота в развитых странах. В этот период идеи А. Смита углублялись и дополнялись целой группой его последователей, среди них: Д. Рикардо, Т. Мальтус, Н. У. Сениор, Ж. Б. Сей, Ф. Бастиа и др.[4]

- Четвёртый этап — вторая половина XIX века. Этот этап можно назвать завершающим. Это период обобщения лучших достижений классической школы. Яркими представителями этого этапа являются Дж. С. Милль и К. Маркс. В этот период началось формирование «неоклассической экономической теории»[5].

Самыми известными и яркими представителями классической политической экономии были шотландский учёный Адам Смит (1723—1790) и англичанин Давид Рикардо (1772—1823). А. Смит возглавлял кафедру нравственной философии в университете Глазго, затем работал главным таможенным комиссаром Шотландии. Он был автором многих трудов по экономике и философии. Но его главным всемирно известным трудом было «Исследование о природе и причинах богатства народов» (1776). В этой работе А. Смит даёт всестороннюю характеристику экономической системы общества, рассматривает теорию стоимости, теорию распределения доходов, теорию капитала и его накопления, экономическую политику государства, государственные финансы, даёт развёрнутую критику меркантилизма. Ему удалось в своей книге соединить большинство существующих направлений экономических исследований.
В основе всех рассматриваемых А. Смитом экономических явлений лежит трудовая теория стоимости. Стоимость товара создаётся трудом независимо от отрасли производства. Заключённый в товарах труд является основой для обмена. Цена товара определяется затратами труда на его производство, а также соотношением спроса и предложения товара.
А. Смит дал развёрнутый анализ основных доходов общества, — прибыли, заработной платы и земельной ренты, — и определил стоимость общественного продукта как сумму доходов общества. Общественный продукт воплощает в себе богатство страны. Рост богатства зависит от роста производительности труда и от доли населения, занятого производительным трудом. В свою очередь производительность труда во многом зависит от разделения труда и его специализации.
При рассмотрении экономических явлений и процессов «классики» политической экономии придерживались определённой системы общих предпосылок. Главными из них были концепция «экономического человека» и экономический либерализм (экономическая свобода). Они рассматривали человека только с точки зрения экономической деятельности, где есть единственный стимул поведения — стремление к собственной выгоде.
В основе идеи экономического либерализма лежало представление о том, что экономические законы действуют подобно законам природы. В результате их действия в обществе стихийно устанавливается «естественная гармония». Государству нет необходимости вмешиваться в действие экономических законов. Принцип экономического либерализма и свободной торговли выражен знаменитым лозунгом «laissez-faire, laissez-passer» (примерный перевод на русский язык: «Дайте людям самим делать свои дела, дайте делам идти своим ходом»). Другими словами, это принцип невмешательства государства в экономическую деятельность. Выражение стало символом классической экономической теории. Во внешней торговле экономический либерализм означает свободную торговлю, без ограничений экспорта и импорта. Такая внешнеэкономическая политика получила название фритредерства (от англ. free trade — «свободная торговля»).
В соответствии с классической политической экономией, экономические законы и конкуренция действуют как «невидимая рука». В результате ресурсы перераспределяются для эффективного (полного) использования, цены на товары и ресурсы быстро меняются, устанавливается равновесие между спросом и предложением.
Завершение эпохи «классиков» политэкономии не означает завершения политической экономии как науки. Напротив, как и в других науках, «классический этап» является лишь «высоким стартом» жизненного цикла науки, открывающим следующие, не менее насыщенные страницы её истории.